# Код на IATA
Кодовете на IATA са индивидуални идентификатори на обектите, имащи значение за индустрията на пътническите самолетни превози, давани (присвоявани) от Международната асоциация за въздушен транспорт (IATA).

## Код на IATA за летища
Кодът на IATA за летища е код от 3 букви от латинската азбука, който може да е присвоен на летище, но също и на град, железопътна гара, морско или речно пристанище или на друг голям транспортен възел.
Към април 2009 г. в процес на използване са се намирали около 11 000 кодови 3-буквени комбинации (от общото количество 17 576 възможни комбинации).

## Код на IATA за авиокомпании
Кодът на IATA за авиокомпании е код от 2 знака (букви от латинската азбука и цифри), който се дава на авиокомпаниите, напр. 8H за 	BH Air („Балкан Холидейс“), FB за Bulgaria Air.

## Код на IATA за типа самолет
Код на IATA за типа самолет е код от 3 знака (букви от латинската азбука и цифри), който се дава на типовете самолети.

## Код на страната
Кодът на страната е код от 2 букви от латинската азбука, който се присвоява на страна. Използват се 2-буквените кодове на страните съгласно списъка в ISO 3166-1 alpha-2. Допълнително се използва кодът XU за означаване на част от територията на Русия на изток от Урал (без да се включва територията на самия планински масив) и кодът AQ за означаване на Антарктида.

## Код на валутата
Код на валутата е код от 3 букви от латинската азбука, който се присвоява на валута. Използват се 3-буквените кодове за валутите съгласно списъка в ISO 4217.

## Код на IATA за часовата зона
Кодът на IATA за часовата зона е код от 2 – 4 знака (букви от латинската азбука и цифри), който се дава на страна или на част от територията вътре в страната, на която изчислението на местното време става по еднообразен начин. За всички зони първите 2 знака на кода са кодът на страната, в която тази зона се намира. За следващите знаци са възможни няколко варианта.

## Код на IATA за регион
Код на IATA за регион е код от 3 знака (букви от латинската азбука и цифри), който се присвоява на крупни територии, на които са разположени няколко страни.
Използват се следните кодове:
SCH – страните от Шенгенското споразумение
AFR – Африка
CAR – страните от басейна на Карибско море
CEM – Централна Америка
EUR – Европа
JAK – Япония и Корея
MDE – Близък изток
NOA – Северна Америка
SAS – Южна Азия
SEA – Югоизточна Азия
SOA – Южна Америка
SWP – Югозападната част на Тихоокеанския регион
TC1 – Американска конференция по въздушното движение (англ. IATA Traffic Conference) (включва регионите CAR, CEM, NOA и SOA)
TC2 – Европейско-африканска конференция (включва регионите AFR, EUR, MDE)
TC3 – Азиатска конференция (включва регионите JAK, SAS, SEA, SWP)
Кодът AQ се използва за означаване на Антарктида.

## Код на IATA за типове храна
AVML – Вегетарианско хинду /Азиатско вегетарианско
BBML – Храна за деца до две години
BLML – Щадящо (диетично) меню
CHML – Набор храна за деца от 2 до 12 години
DBML – Диабетично ядене
FPML – Плодово ядене
GFML – Ядене без съдържание на глутен
HFML – Храна с високо съдържание на баластни вещества
HNML – Индуистко меню (Хинду)
INVG – Меню в индийски стил с къри и млечни продукти
JNML – Ядене за последователи на джайнизма
JPML – Японски блюда
KSML – Кашерно (според юдейската религия) меню
LCML – Нискокалорично меню
LFML – Ядене с ниско съдържание на мазнини и холестерин
LPML – Ядене с понижено съдържание на белтъчини
LSML – Ядене с ниско съдържание на сол
MOML – Халално (мюсюлманско) меню
NFML – Блюда без риба и рибни продукти
NLML – Ядене с ниско съдържание на млечен белтък (без лактоза)
NSML – Безсолна диетична храна
ORML – Източно меню
PFML – Без фъстъци
PRML – Ядене с ниско съдържание на пурин
RVML – Продукти без кулинарна обработка: сурови плодове и зеленчуци
SFML – Морски продукти
VGML – Строго вегетарианско меню
VLML – Вегетарианско, с използване на мляко и яйца
VOML – Източно вегетарианско хранене